# Lego Star Wars: Ünnepi különkiadás
A Lego Star Wars: Ünnepi különkiadás (eredeti cím: The Lego Star Wars Holiday Special) 2020-ban bemutatott amerikai 3D-s számítógépes animációs kalandfilm, amelyet Ken Cunningham rendezett.
Amerikában 2020. november 17-én, Magyarországon 2022. június 14-én mutatta be a Disney+. 2023. december 2-án a Disney Channel is bemutatja.

## Cselekmény
Az Első Rend legyőzése után Rey kiképzi Finnt, hogy Jedivé váljon, de dühös lesz magára, amiért nem haladnak előre. Miközben az ősi Jedi szövegeket olvassa segítségért, Rey rátalál egy kulcsra a Kordoku bolygón, amiből arra következtet, hogy segíthet neki Finn kiképzésében. Mivel a kulcs csak az élet napján használható, Rey és BB-8 a Kordoku felé indul, míg a többiek a Kashyyyk bolygón maradnak, ahol Poe Dameron sikertelenül próbál életnapi partit rendezni Csubakka családjának.
Kordokun Rey megtalálja a "kulcsot", amelyről kiderül, hogy egy kristály, amely egy portálon keresztül képes időutazásra a korábbi életnapokba. A kristály segítségével megfigyeli a korábbi Jedi-mestereket és tanítványokat, mígnem ő és BB-8 véletlenül Palpatine császár kamráiban kötnek ki a második Halálcsillagon belül. Miután meghallotta őket és felfedezte a portált, Palpatine megparancsolja Darth Vadernek, hogy kövesse őket. Rey és Vader végül egy időn átívelő párbajba keveredik, amelynek az a vége, hogy ők és több időbeli fél összecsapnak a Lars család farmján, nem sokkal Luke Skywalker távozása előtt. Miután visszaszállították őket a Kordokuba, Vader ellopja a kristályt, és Reyt és az ifjú Luke-ot a bolygón tartja fogva.
Miután Palpatine kezébe adták a kristályt, ők ketten a jövőbe utaznak vele, és Kylo Ren szobájában kötnek ki, nem sokkal azután, hogy az Első Rend legfőbb vezetőjévé nevezte ki magát. Ott Ren tájékoztatja őket arról, hogyan árulja el és öli meg Vader Palpatine-t. Nem tudva a titkos túléléséről, a duó ezután Ren mellett visszautazik a Halálcsillaghoz, ahol Palpatine azt tervezi, hogy megöli Vader-t az árulása előtt, és Ren-t az új tanítványává teszi.
Kordokun Yoda erőszelleme megmutatja Reynek, hogy frusztrációjában hogyan vált hideggé Finnel szemben, és hogy diákként és barátként is kell kezelnie őt. Yoda és Luke segítségével Rey létrehoz egy új portált, és visszatér a második Halálcsillaghoz. Rey és az akkori Luke szembeszáll Ren és Vaderrel, mielőtt Rey visszaveszi a kristályt, és vonakodva visszaviszi Ren-t a saját korába. Luke és Rey legyőzik Palpatine-t, akit Vader az eredeti idősíkhoz hasonlóan a reaktor aknájába dob, mivel rosszul bánt vele, miután megtudta a sorsukat.
Rey visszaviszi a fiatal Luke-ot a múltba, és visszaállítja az idővonalat, majd visszatér Kordokuba a jelenben, és visszaadja a kulcsot. Ezután visszatér Kashyyykra, és csatlakozik a partihoz, amelyet Finn és Rose Tico meg tudott menteni azzal, hogy kapcsolatba lépett a szövetségeseikkel segítségért. Rey bocsánatot kér Finntől, és elmondja neki, hogy készen áll arra, hogy padawanjává képezze.

## Szereplők
| Szereplő            | Eredeti hang        | Magyar hang          |
| ------------------- | ------------------- | -------------------- |
| Rey                 | Helen Sadler        | Sallai Nóra          |
| Finn                | Omar Benson Miller  | Szatory Dávid        |
| Poe Dameron         | Jake Green          | Hám Bertalan         |
| Rose Tico           | Kelly Marie Tran    | Laurinyecz Réka      |
| Darth Vader         | Matt Sloan          | Schneider Zoltán     |
| Lando Calrissian    | Billy Dee Williams  | Kárpáti Levente      |
| C-3PO               | Anthony Daniels     | Pálmai Szabolcs      |
| Palpatine           | Trevor Devall       | Csankó Zoltán        |
| Ben Solo / Kylo Ren | Matthew Wood        | Kádár-Szabó Bence    |
| Luke Skywalker      | Eric Bauza          | Fehér Tibor          |
| Yoda                | Tom Kane            | Szacsvay László      |
| Qui-Gon Jinn        | Tom Kane            |                      |
| Maz Kanata          | Grey DeLisle        |                      |
| Anakin Skywalker    | Matt Lanter         | Moser Károly         |
| Darth Maul          | Ben Prendergast     | Csík Csaba Krisztián |
| Hux tábornok        | Ben Prendergast     |                      |
| Han Solo            | A.J. Locascio       | Király Adrián        |
| Obi-Wan Kenobi      | James Arnold Taylor | Haagen Imre          |

### Magyar változat
- Bemondó: Korbuly Péter
- Magyar szöveg: Tóth Tamás
- Hangmérnök: Kardos Péter
- Vágó: Simkóné Varga Erzsébet
- Gyártásvezető: Gelencsér Adrienne
- Szinkronrendező: Nikodém Zsigmond

A szinkront a Mafilm Audio Kft. készítette.

## A film készítése
A filmet bejelentették, hogy 2020 augusztusára készül el. A különkiadás a hírhedt The Star Wars Holiday Special (1980) tisztelgése és szatírája. A különkiadás koncepciója Ken Cunningham rendezőtől származik, amikor a Lego Csoport és a Lucasfilm Animation felkérte, hogy segítsen a Star Wars-franchise-on alapuló tartalmak fejlesztésében. A Lucasfilm szerette volna bővíteni a Lego-produkciókat, mivel a Disney+ számára kezdtek el projekteket fejleszteni.